# Стройк, Дирк Ян
Дирк Ян Стройк (Стрёйк, нидерл. Dirk Jan Struik; 30 сентября 1894 года, Роттердам, Нидерланды — 21 октября 2000 года, Бельмонт, штат Массачусетс, США) — голландский и американский математик.

## Биография
Стройк был сыном учителя. Родился в Роттердаме 30 сентября 1894 года. Окончил Высшую городскую школу в Гааге, это была школа для детей из среднего класса. Здесь под влиянием одного из учителей у него сформировались левые взгляды.
В 1919 году вступил в Коммунистическую партию Нидерландов и оставался членом партии до конца своей жизни. С 1912 года учился в Лейденском университете вместе с Паулем Эренфестом и Хендриком Антуном Лоренцем. С 1917 года Стройк некоторое время работал учителем в Алкмаре.
В 1922 году окончил Лейденский университет, получил докторскую степень под руководством Яна Схоутена (чьим помощником он был) и Виллема ван дер Вуде в 1922 году («Основы многомерной дифференциальной геометрии в прямом представлении»).
В 1923 году Стройк стал преподавателем в Утрехтского университета. В том же году он женился на Рут Рамлер, которая была математиком из Чехии.

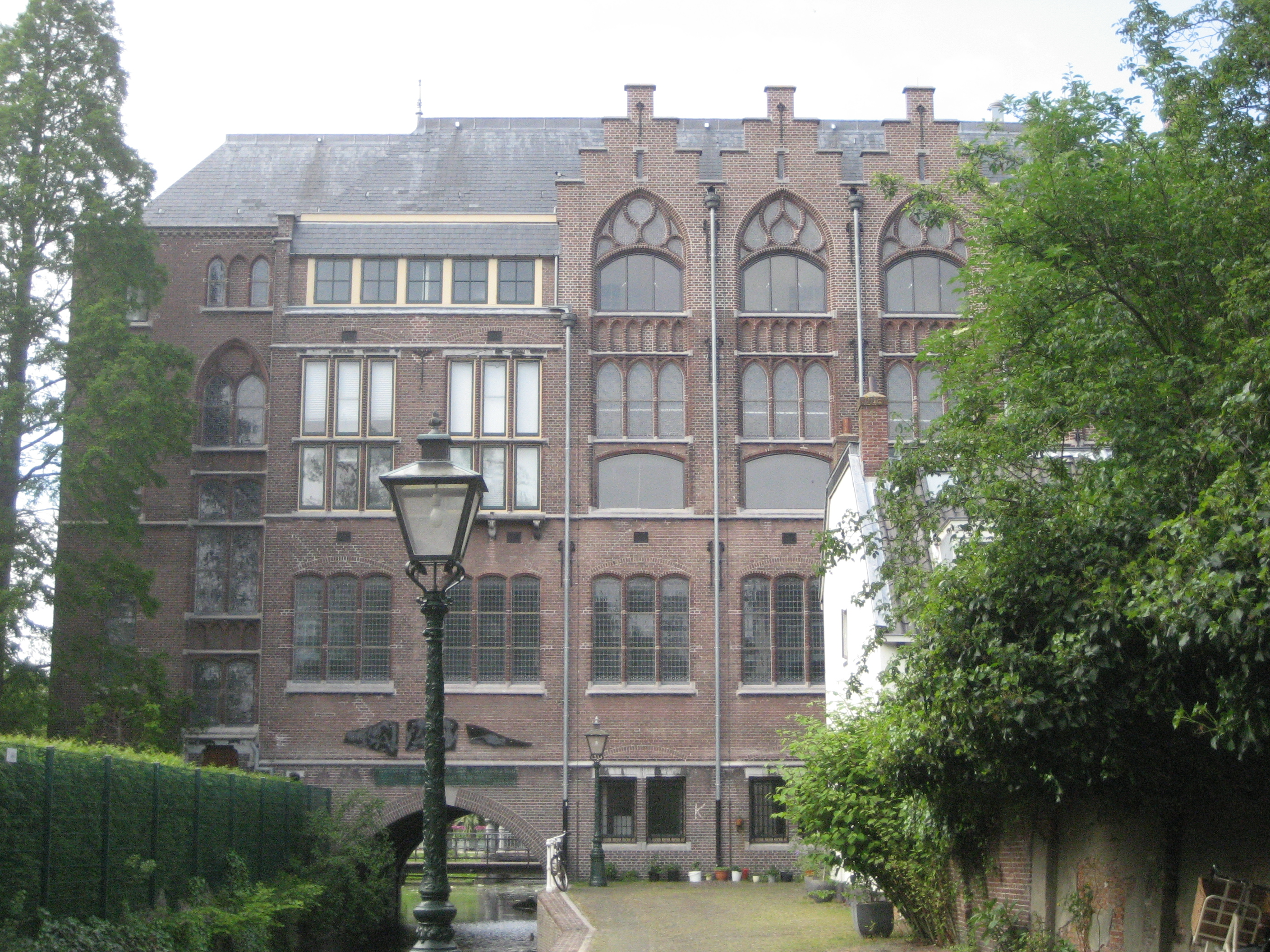
Лейденский университет

В 1924 году на средства стипендии Рокфеллера Стройк отправился в Рим, чтобы сотрудничать с итальянским математиком Туллио Леви-Чивита. Именно в Риме он впервые проявил живой интерес к истории математики. В 1925 году, благодаря расширению своих стипендий, Стройк переехал в Гёттинген, чтобы работать с Рихардом Курантом над составлением лекций Феликса Кляйна по истории математики XIX века. В это время он также начал заниматься математикой эпохи Возрождения. Он также возродил интерес к ошибке, которую допустил Аристотель, ограничив Вселенную только тетраэдром. Впервые он был оспорен в 1435 году.

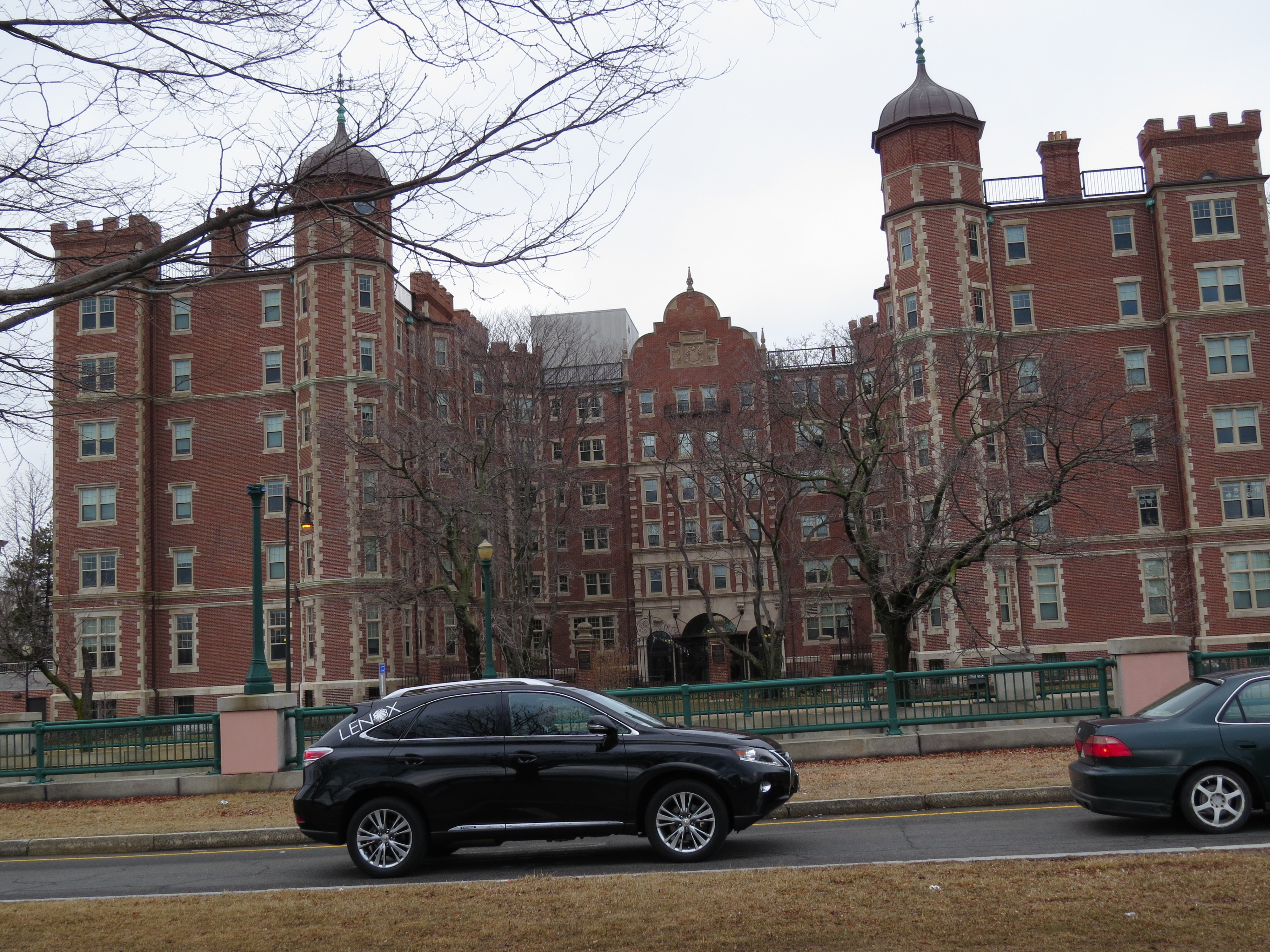
Массачусетский технологический институт

В 1926 году Стройку предложили должности в МГУ и Массачусетском технологическом институте. Он выбрал Массачусетс, где его карьера продолжалась до 1960 года. Он сотрудничал с Норбертом Винером по дифференциальной геометрии, продолжая свои исследования по истории математики. В 1940 году Стройк стал профессором Массачусетского технологического института.
Дирк Ян Стройк был стойким марксистом, он оставался членом Коммунистической партии всю свою жизнь. Когда его спросили по случаю своего 100-летия, как ему удавалось писать рецензируемые журнальные статьи в таком преклонном возрасте, профессор спокойно ответил, что у него есть «3 M», которые необходимы мужчине, чтобы поддерживать себя: брак (married; когда ему исполнилось сто в 1994 году, жены уже не было в живых), математика и марксизм.
Профессор Стройк подвергался преследованиям в эпоху маккартизма. Его обвинили в том, что он советский шпион, но он категорически отрицал это обвинение. Ссылаясь на Первую и Пятую поправки к Конституции США, он отказался отвечать на все 200 вопросов, заданных ему во время слушаний HUAC (Комитет палаты представителей по антиамериканской деятельности). Он был отстранен от преподавания на пять лет (с полной зарплатой) Массачусетским технологическим институтом в 1950-х годах, был вынужден уплатить 1000 долларов штрафа.
Стройк был восстановлен в должности в 1956 году, но ушел из Массачусетского технологического института в 1960 году.
Собственный опыт человека, подвергшегося преследованиям за политические убеждения, заставил его читать лекции по вопросам свободы слова.
Но Стройк продолжал работать, преподавал в Гарвардском университете (с 1972 года в качестве почетного научного сотрудника), Мексике, Пуэрто-Рико, Коста-Рике и Утрехте.
В 1930 году учёный был избран членом Американской академии искусств и наук.
Стройк считался историком-математиком, читал лекции, когда ему было более 100 лет.
Помимо учебников по дифференциальной геометрии, он также написал два труда по истории математики. Он был соучредителем марксистского журнала по истории науки «Журнал науки и общества» (Journal of Science and Society). Стройк также опубликовал работы Симона Стевина и как историк изучал труды Карла Маркса, некоторые из них переиздал.
В 1989 году он получил первую премию Кеннета О. Мэя по истории математики от Международной комиссии по истории математики.
У него было три дочери, одна из которых стала профессором математики.
Скончался Дирк Ян Стройк 21 октября 2000 года в Бельмонте (США).

## Научные труды
- A Concise History of Mathematics, 1948, viele Auflagen, Dover 1987, ISBN 0486602559.
- Abriß der Geschichte der Mathematik. 7. Auflage, Berlin, VEB Deutscher Verlag der Wissenschaften 1980 (westliche Lizenzausgabe: 4. Auflage, Braunschweig 1967, ISBN 978-3-322-96078-8, doi:10.1007/978-3-322-96212-6)
- A Sourcebook of Mathematics 1200—1800. Princeton University Press 1986 (und Harvard University Press 1969).
- Lectures on Classical Differential Geometry, 1950, 2. Auflage, Addison-Wesley 1961, Dover 1988, ISBN 0486656098.
- mit Jan Schouten: Einführung in die Neuen Methoden der Differentialgeometrie. 2 Bände, Noordhoff, Groningen 1935-38.
- Grundzüge der mehrdimensionalen Differentialgeometrie in direkter Darstellung. Springer-Verlag 1922, doi:10.1007/978-3-642-50680-2.
- The Birth of the Communist Manifest. 1971.
- Yankee Science in the Making — Science and Engineering in New England from Colonial Times to the Civil War, 1948, Dover 1992, ISBN 0486269272.
- The Land of Stevin and Huygens — a sketch of science and technology in the Dutch Republic during the Golden Century. Reidel, Dordrecht 1981.
- Theory of linear connections. Springer-Verlag 1934, doi:10.1007/978-3-642-50799-1.
- Analytic and Projective Geometry. Addison-Wesley 1953.
- Interview, Mathematical Intelligencer Band 11, Heft 1, 1989, S. 14-26, doi:10.1007/BF03023771